# Крейдяное (Беловодский район)
Крейдяное (укр. Крейдяне) — село, относится к Беловодскому району Луганской области Украины.
Население по переписи 2001 года составляло 189 человек. Почтовый индекс — 92813. Телефонный код — 6466. Занимает площадь 1,38 км². Код КОАТУУ — 4420688903.

## Местный совет
92813, Луганская обл., Беловодский р-н, с. Новолимаревка, ул. Школьная, 60